# Botanischer Garten Bad Schandau

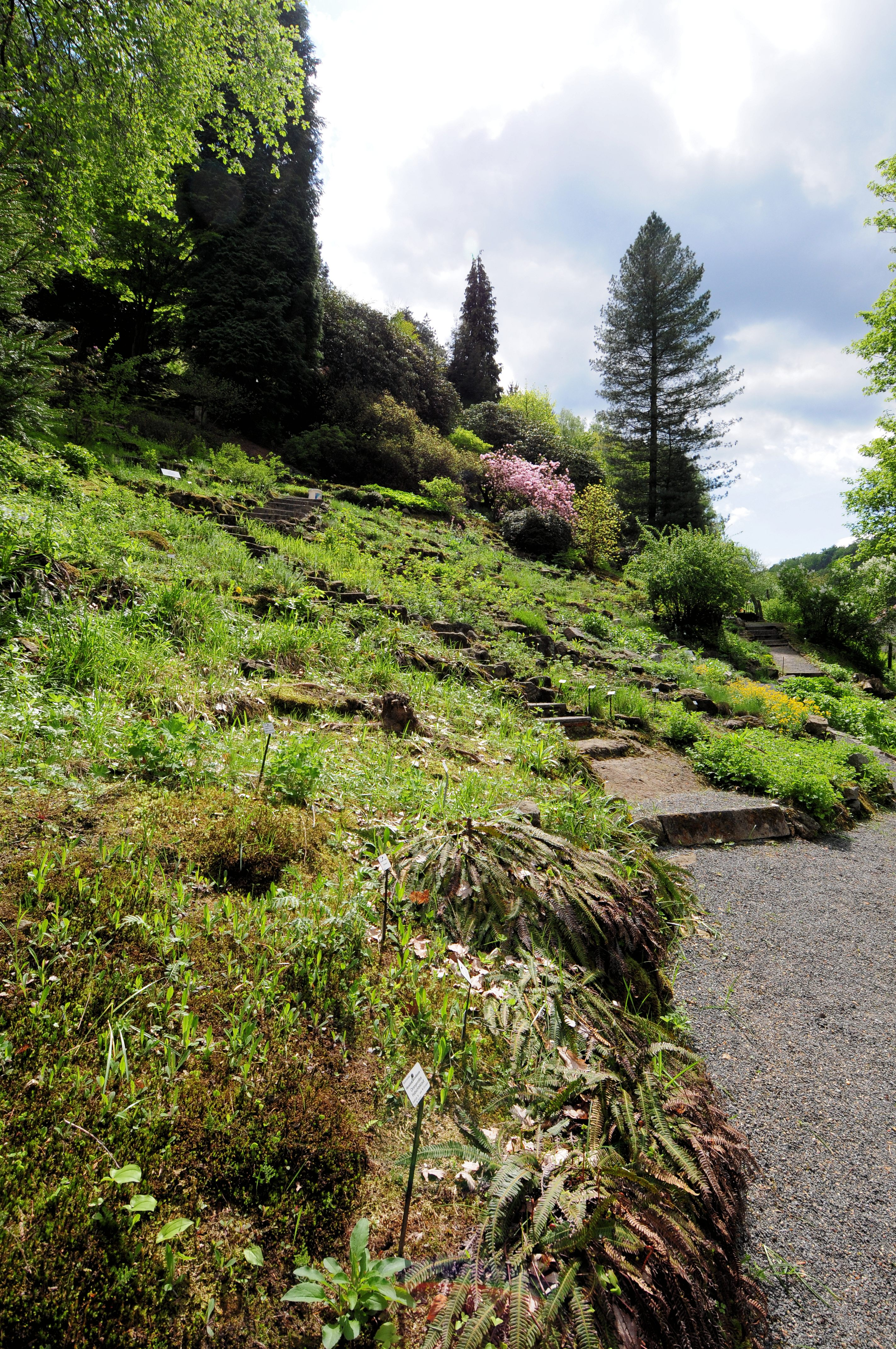
Teilansicht des botanischen Gartens

Der Botanische Garten Bad Schandau ist ein botanischer Garten an der Kirnitzschtalstraße im Stadtgebiet von Bad Schandau, Sachsen, der am linken Talhang der Kirnitzsch angelegt wurde.
Das Areal entstand im Jahre 1902.
Anliegen des Gartens ist, die typischen Pflanzengesellschaften der Sächsischen Schweiz und der angrenzenden Gebiete Lausitz, Erzgebirge, Elbhügelland und Böhmen zu zeigen. Des Weiteren wird die Flora aus ähnlichen, feucht-kühlen Klimaten der weltweiten gemäßigten Zonen in Nordeuropa und Asien vorgestellt.
Eine Gedenktafel erinnert an den Arzt Friedrich Theile (1814–1899).
Der Garten ist im Zeitraum von März bis Oktober geöffnet.